# Кловер Крик (Вашингтон)
Кловер Крик (енгл. Clover Creek) насељено је место без административног статуса у америчкој савезној држави Вашингтон.

## Демографија
По попису из 2010. године број становника је 6.522.
| Група             | 2000.    | 2010.         |
| Белци             | 0 (0,0%) | 4.756 (72,9%) |
| Афроамериканци    | 0 (0,0%) | 365 (5,6%)    |
| Азијати           | 0 (0,0%) | 353 (5,4%)    |
| Хиспаноамериканци | 0 (0,0%) | 507 (7,8%)    |
| Укупно            | 0        | 6.522         |